# Richard Spruce
Richard Spruce (Ganthorpe, Yorkshire, 10 de setembre de 1817 –28 de desembre de 1893) va ser un explorador i botànic anglès. Passà uns 15 anys explorant l'Amazones des dels Andes fins a la desembocadura i va ser un dels primers europeus a recollir espècimens de molts llocs. El 1845-1846 va herboritzar als Pirineus. El 1849 va seguir Alfred Russel Wallace i Henry Walter Bates a la conca del riu Amazones recollint més de 30.000 espècimens durant 14 anys. En tornar a Londres escriví The Hepaticae of the Amazon and the Andes of Peru and Ecuador.
Les plantes i objectes que recollí es guarden als jardins botànics de Kew, Londres i al Trinity College de Dublín.
Spruce va cultivar amb èxit l'arbre de la quinina, i va fer disponible àmpliament aquesta medicina per primera vegada.